# Tejada
Tejada – gmina w Hiszpanii, w prowincji Burgos, w Kastylii i León, o powierzchni 22,74 km². W 2011 roku gmina liczyła 35 mieszkańców.